# コフウチョウ
コフウチョウ (学名：Paradisaea minor)は、スズメ目フウチョウ科に分類される鳥類の一種。

## 分布
パプアニューギニア、ニューギニア、インドネシア